# Međunarodna godina astronomije
2009. godina je bila proglašena za Međunarodnu godinu astronomije.
Međunarodna astronomska unija (MAU) proglasila je bila 2009. godinu za Međunarodnu godinu astronomije (MGA) na Generalnoj skupštini u Sidneju (Australija) održanoj u julu 2003. godine.
UNESCO je u oktobru 2005. godine zvanično podržao ideju i uputio predlog Generalnoj skupštini Ujedinjenih nacija. Ujedinjene nacije su na 62. Generalnoj skupštini održanoj u Parizu 20. decembra 2007. godine donele Rezoluciju kojom je 2009. godina proglašena za Međunarodnu godinu astronomije. Predlog Rezolucije podnela je Italija, a MAU i UNESCO su glavni koordinatori priprema za obeležavanje 2009. godine.
Međunarodna godina astronomije obeležavala je veliki jubilej - 400 godina od prvog astronomskog posmatranja Galilea Galileja uz pomoć teleskopa 1609. godine. 2009. godine realizovani su globalni projekti u više od 100 zemalja na planeti. Astronomija se slavila u celom svetu (na nacionalnom, regionalnom i svetskom nivou tokom čitave 2009. godine), sa posebnim naglaskom na njen doprinos društvu, kulturi i obrazovanju.
U Srbiji Manifestacija se obeležavala pod sloganom "Na tebi je da otkriješ svemir". Manifestacijom je koordinirao Nikola Božić koji je zbog postignutih rezultata dobio od Ministarstva nauke nagradu-plaketu "Milutin Milanković".

## Spoljašnje veze
- Sajt portala Međunarodne godine astronomije za Srbiju